# Strömavtagare

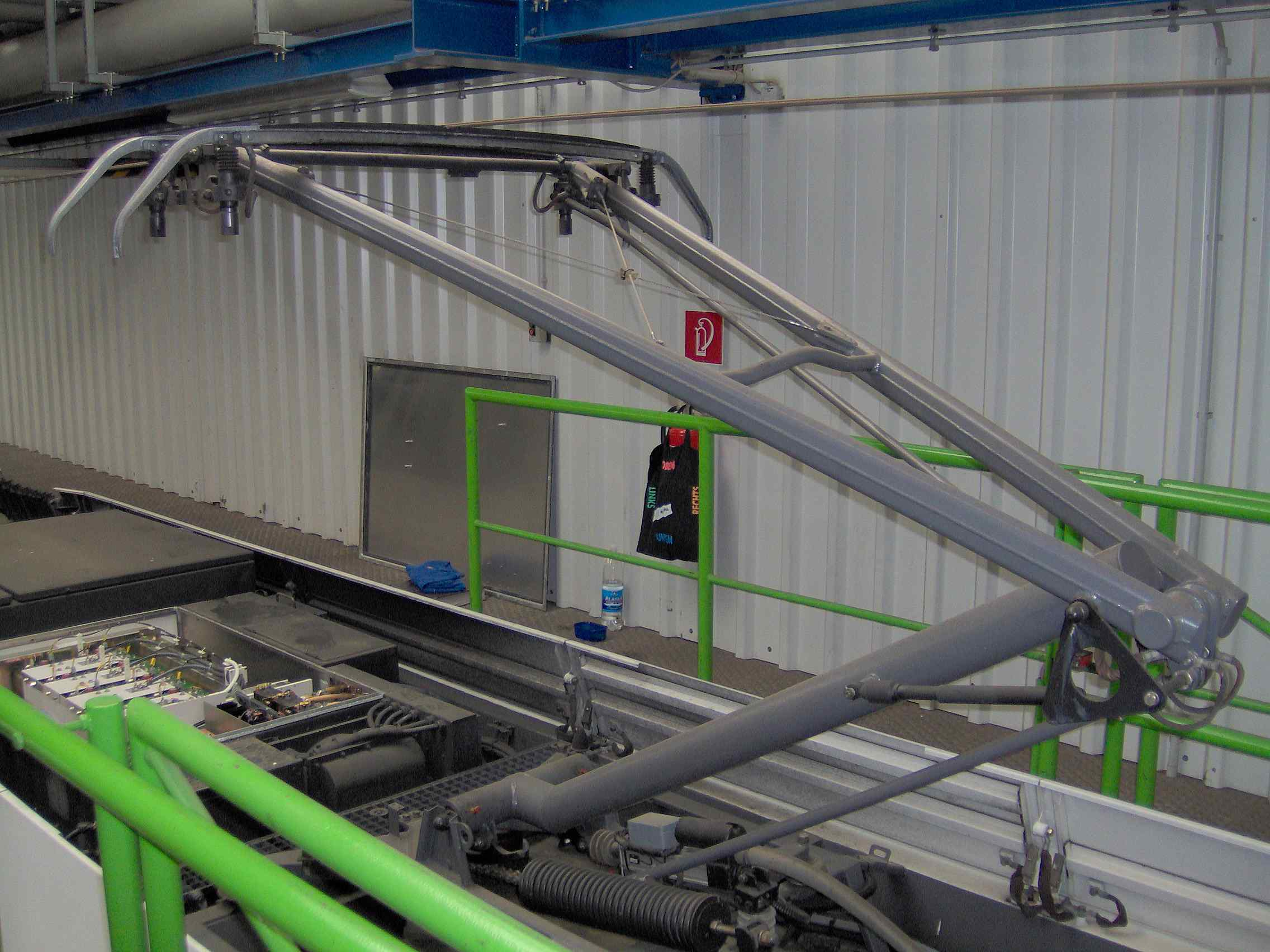
En enbent strömavtagare på en spårvagn

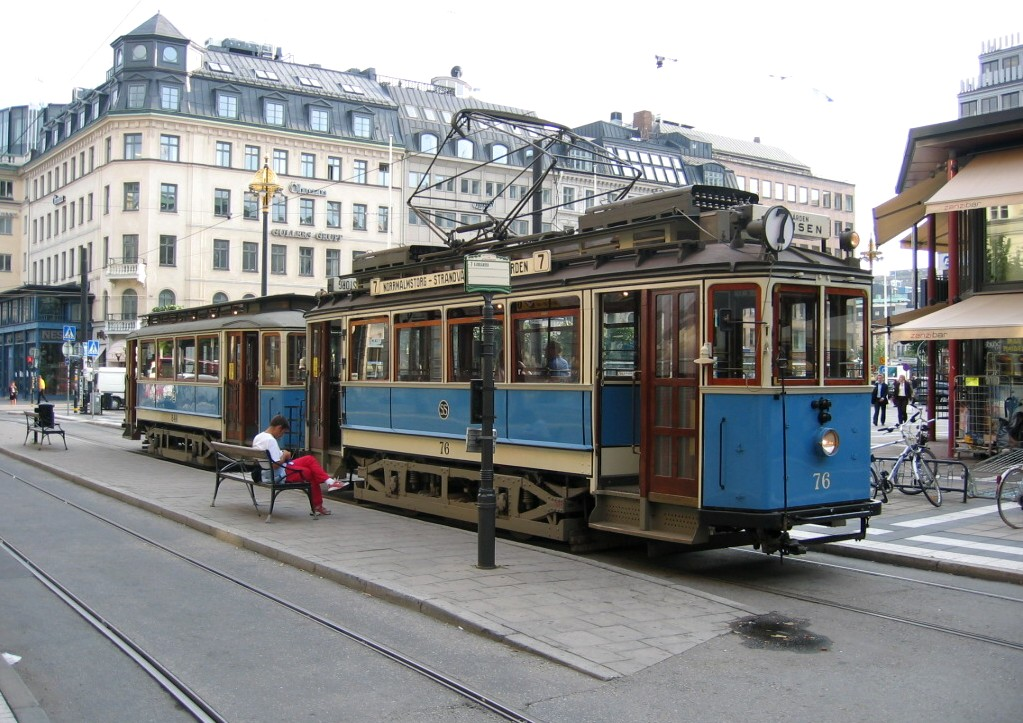
En veteranspårvagn med strömavtagare vid Norrmalmstorg i Stockholm 2006.

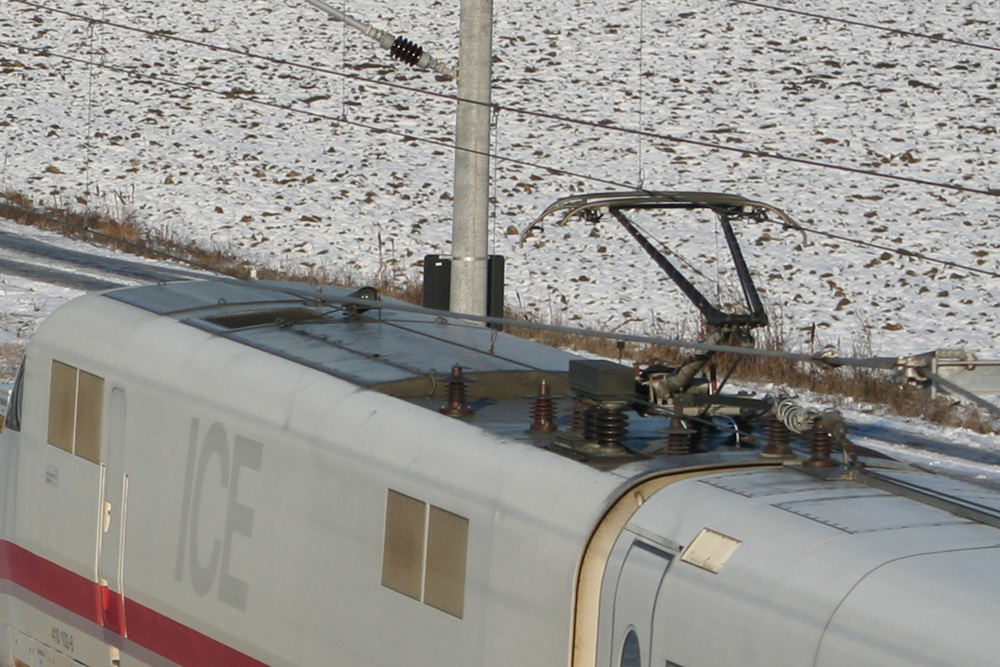
Strömavtagare på det tyska höghastighetståget ICE

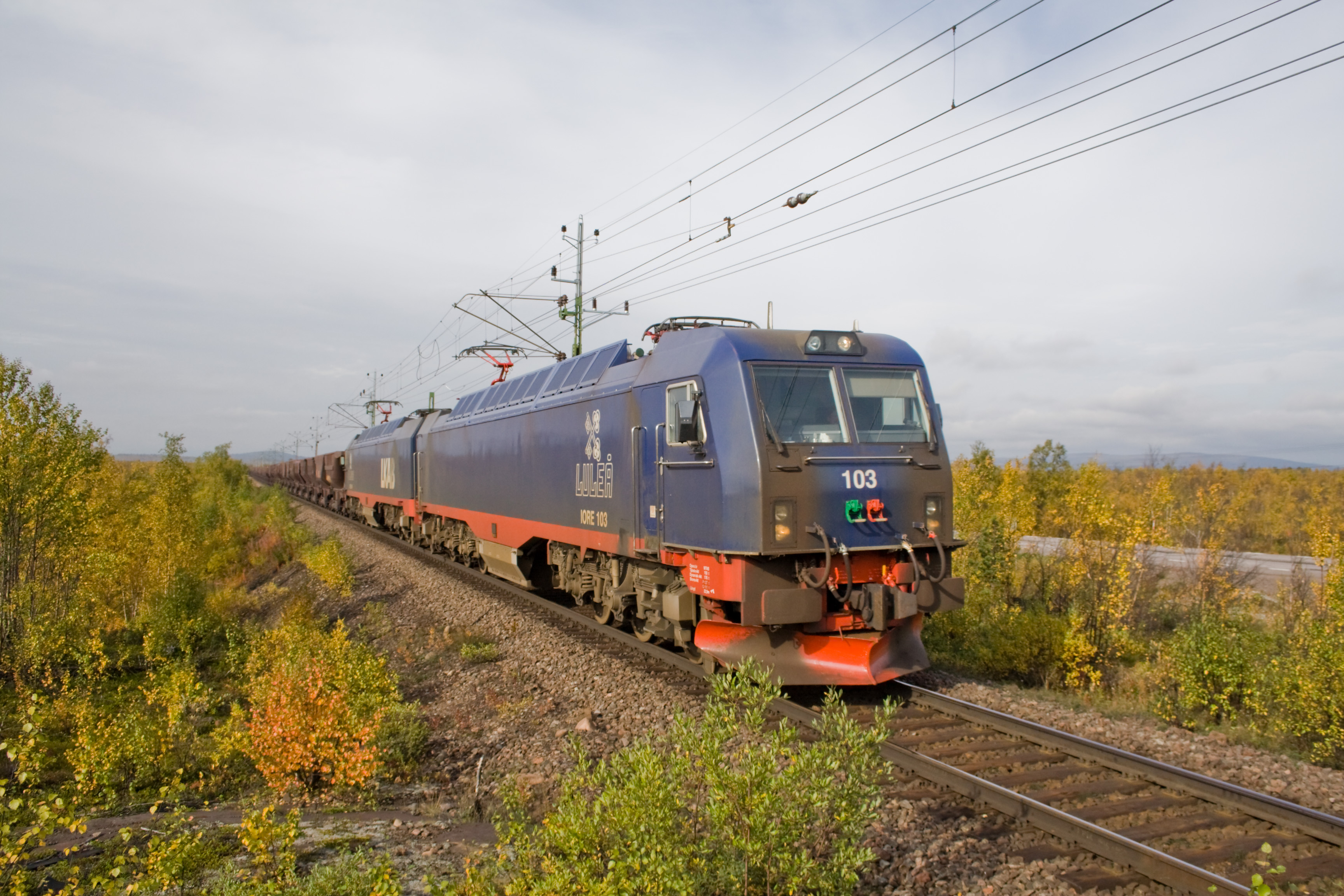
Malmloket IORE (="Iron Ore") i Kiruna

Strömavtagare är en släpkontakt som överför drivström från en kontaktledning till ett eldrivet järnvägs-, spårvägs- och tunnelbanefordon samt till tråd- och vissa laddhybrid- och elbussar. Strömavtagarna utgörs dels av en kontaktskena som glider mot kontaktledningen och tar upp strömmen och dels av en tryckmekanism som pressar kontaktskenan mot kontaktledningen under den dynamiska miljön där fordonet rör sig.

## Tågens strömavtagare

### Kontaktskenan
Kontaktskenan skall ta upp väldigt starka strömmar. Malmloket IORE, som anses vara världens starkaste, har en maximal strömstyrka på 840 A, men vid återledning (bromsning) ända upp till 1200 A. Moderna strömavtagare kan nominellt ta upp 1000 A men i toppar upp till 2000 A. Se video från ett malmtåg under en frostig kontaktledning: . För att öka upptagningsförmågan användes numera alltid två kontaktskenor ca ½ m efter varandra. För att klara tillräcklig strömupptagning måste kontaktskenan pressas mot kontaktledningen med en viss kraft. Den ska vid 200 km/h vara 50 - 110 N, men får uppgå till max 200 N.
Kontaktskenan utgörs normalt av en aluminiumprofil som ovanpå har en grafitskena (kol) fastlimmad. Aluminium användes för att få låg ofjädrad vikt så följsamheten blir god. Grafiten förbättrar elöverföringen och minskar radiostörningar samt gör att kolet slits mer än den av koppar utförda kontaktledningen. Grafitskenan är 20–30 mm tjock. Men på det japanska höghastighetståget Shinkansen består slitytan av stål för att minimera risken att strömavtagarens kontaktyta går sönder.
Bredden på grafitbeläggningen är 1 m. För att utjämna slitaget över hela bredden går kontakttråden sick-sack mellan stolparna. Se kontaktledning.
Kombinationen av koppar i kontaktledningen och kol i kontaktskenan är gynnsam för friktionen och slitaget. Det bildas nämligen en tunn patina av kopparoxid och di-kopparoxid på kopparledningen. Denna hinna har egenskapen att minska friktionen när lagom mycket ström flyter genom den. Kallas strömsmörjning och verkar även mellan kolborstar och motorkommutatorer.

### Tryckmekanismen
Kontaktskenorna är fjäderupphängda i små bladfjädrar, så att de med låg ofjädrad vikt kan ta upp små dynamiska krafter med god anliggning. Vid höghastighetstesterna med gröna tåget 2007 fann man att torsionsfjädrar är bättre eftersom de påverkas mindre av fartvinden. 
Tryckmekanismen kan vara en- eller tvåbent och trycks upp mot kontaktledningen med en fjäder, elmotor eller vanligast en tryckluftskolv. Varje lok har normalt 2 strömavtagare där den ena utgör reserv. Mekanismen är länkad så att kontaktskenan alltid är i plan med kontakttråden. Av detta skäl kallas strömavtagare lite oegentligt för "pantograph" på engelska, vilket syftar på de pantografer som förr användes på ritbord för att få en fix vinkel på en linje. Även vikten på hela mekanismen måste hållas låg, särskilt vid snabba tåg.

### Inkoppling
Strömavtagarna leder strömmen till en huvudbrytare och därifrån till en transformator för att med lägre spänning öka strömstyrkan i drivmotorerna (större magnetisk kraft). Transformatorns primärlindning leds via kolborstar i hjullagren ner till rälsen som med rälsåterledning sluter strömkretsen.
Moderna persontåg har vanligen motorer på flera vagnar. Ett strömavtagarpar kan då vara gemensamt för ett antal hopmonterade vagnar i tågsättet.

### Tillförlitlighet
En trasig kolslitskena kan leda till nedrivning av kontaktledningen, vilket är en vanlig orsak till större tågförseningar i Sverige. Se video där en strömavtagare havererar och river ned kontaktledningen, Youtube: . Av det skälet har man gjort vissa förbättringar:
- Moderna strömavtagare har en automatisk sänkanordning, som sänker avtagaren när grafitskenan är skadad. Den kallas ofta Autodrop och fungerar så att inuti grafitskenan finns ett rörutrymme som står i förbindelse med den trycklyftbälg som lyfter strömavtagaren. Om grafitskenan brister eller slits ned för mycket så läcker luften ut. En servoventil känner av detta och släpper ut luften ur bälgen så att strömavtagaren sänks. Tåg har då alltid minst två strömavtagare och kan fortsätta köra med den andra. Se när detta händer, Youtube:
- Järnvägsförvaltningar installerar numera detektorer utmed spåren för att bland annat upptäcka fel i grafitlisterna och även kontrollera att trycket mot kontaktledningen är inom de rätta toleranserna.

En annan orsak till problem är att strömavtagarna kan överföra ström mellan drivsektioner i kontaktledningen.
- Kontaktledningarna har ett litet gap där det finns spartransformatorer. Se rälsåterledning - BT-system. När ett tåg passerar kan de två skenorna på strömavtagaren sluta gapet och en gnista uppstår vilken urgröper kolslitsarna.
- När man kopplar ur kontaktledningen för underhåll av en bansträcka kan, i till exempel en växel mot en bana med tillkopplad ström, ett passerande tåg under ett kort ögonblick leda över ström till den urkopplade ledningen. Det beror på att de två kontaktledningarna ligger bredvid varandra men isolerade från varandra. Överledningen sker då när kontaktskenan stryker över bägge trådarna. Av det skälet ska en urkopplad kontaktledning alltid jordas mot rälsen. Då uppstår dock en kraftig gnista i växelövergången.

## Spårvagnar
För spårvagnar används likström och de har mycket enkla strömavtagare. Strömmen är lägre och även hastigheterna.

## Tunnelbana
En tunnelbana har i stället för kontaktledning en strömskena vid sidan av rälsen vilket möjliggör mycket höga drivströmmar (tågen ska accelerera snabbt). Strömavtagaren är då en arm som är fäst på boggin och med fjäderkraft trycker mot strömskenan. Metoden kräver dubbla strömskenor vid växlar. Bland personalen i Stockholms tunnelbana förekommer benämningen strömskor, släpskor eller "dojor" på dessa strömavtagare.

## Trådbuss
För trådbussar saknas räls för återledning och de måste därför ha två strömavtagare eller släpskor. Trådbussen har dessutom en särskild jordfläta - en grov och löst spunnen vajer, som släpar längs gatan. Den skall säkerställa att karossen inte blir strömförande, om det ena sprötet hoppar av från kontaktledningen.

## Historisk utveckling
De tidigaste strömavtagarna bestod av en trissa längst ut på ett spröt. Trissan rullade fram längs den över banan uppspända kontaktledningen. Lyrabygel var en släpande strömavtagare man framförallt finner på äldre spårvagnar, denna måste vändas 180 grader då vagnen byter färdriktning.
Senare placerades en metallstång på tvären, som släpades mot kontaktledningen. Både trissan och metallstången ledde dock till kraftiga störningar i radiotrafik.
Det finns också strömavtagare för spårvägsnät med kontaktledningen i en grav i gatan längs med spåret.
Tidiga strömavtagare kallades pantografer eftersom mekanismen som höjde och sänkte släpkontakten var utvecklad från ritverktyget med samma namn.